# Matterhorn (Neuschwabenland)
Das Matterhorn (norwegisch Ulvetanna, dt. „Wolfszahn“) ist mit 2931 m der höchste Berg der Drygalskiberge in Neuschwabenland (Ostantarktika). 
Der Berg wurde von der Deutschen Antarktischen Expedition 1938/39 entdeckt und mit Hilfe von Luftaufnahmen dokumentiert. Während der norwegischen Antarktisexpedition 1956–1960 wurde das Gebiet erneut photogrammetrisch aufgenommen, da die deutschen Luftbilder im Zweiten Weltkrieg verloren gegangen waren; der Gipfel erhielt auf der 1966 angefertigten norwegischen Karte den Namen „Ulvetanna“.
Das Matterhorn besteht aus einem Alkaligranit-Pluton, der vor etwa 500 Millionen Jahren in eine Folge aus hochgradig metamorphen, mehrfach gefalteten Gneisen und Marmoren eindrang. Das heutige Relief ist eine Folge der Vereisung Antarktikas, bei der existierende Täler übertieft und die Bergflanken durch die schleifende Wirkung der Gletscher steil zugeschliffen wurden.

## Alpinismus
Die Erstbesteigung erfolgte im Februar 1994 in elf Tagen durch eine norwegische Seilschaft unter Führung von Ivar Tollefsen.
2008 bestiegen Thomas Huber, Alexander Huber, Stephan Siegrist und Max Reichel erstmals den Westpfeiler über die Route Sound of Silence (Schwierigkeitsgrad VIII-/A2).